# Fedir Schwez

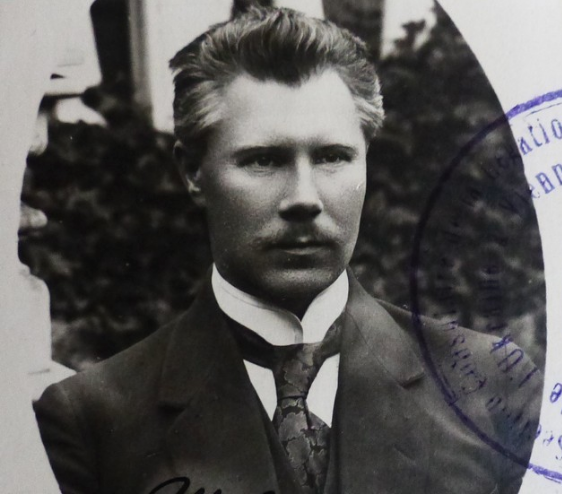
Fedir Schwez, um 1919

Fedir Petrowytsch Schwez (ukrainisch Федір Петрович Швець; * 11. November 1882 in Schabotyn, Gouvernement Kiew, Russisches Kaiserreich; † 20. Juni 1940 in Prag, Tschechoslowakei) war ein ukrainischer Geologe, Hochschullehrer und Politiker.

## Leben
Fedir Schwez kam im Dorf Schabotyn (Жаботин) bei Kamjanka in der heutigen ukrainischen Oblast Tscherkassy zur Welt.
Er absolvierte 1909 die Physik- und Mathematikfakultät der Kaiserlichen Universität Dorpat und war ab 1917 Professor für Geologie an der St.-Wladimir-Universität in Kiew. Nach der Oktoberrevolution wurde er Mitglied der Zentralna Rada, dem Parlament der Ukrainischen Volksrepublik und im November 1918 wurde er als Parteimitglied der Ukrainischen Partei der Sozialrevolutionäre (Українська Партія Соціалістів-Революціонерів (УПСР)) Mitglied des neu gegründeten Direktoriums der Ukrainischen Volksrepublik, dem höchsten staatlichen Organ der Ukrainischen Volksrepublik. 1919 war er Mitglied der ukrainischen Delegation bei der Pariser Friedenskonferenz und im November desselben Jahres emigrierte er ins tschechoslowakische Prag. Dort war er von 1923 an Professor für Geologie an der Ukrainischen Freien Universität und ab 1924 am Ukrainischen Pädagogischen Institut Mychajlo Drahomanow. 
Gemeinsam mit Andrij Makarenko und Opanas Andrijewskyj organisierte er in den Jahren 1928/29 die als zentrales Vertretungsorgan ukrainischer Emigranten angedachte Ukrainische nationale Rada. Schwez starb 57-jährig im Prager Exil.
Schwez verfasste Forschungsarbeiten zur Geologie.